# Gilles Canouet

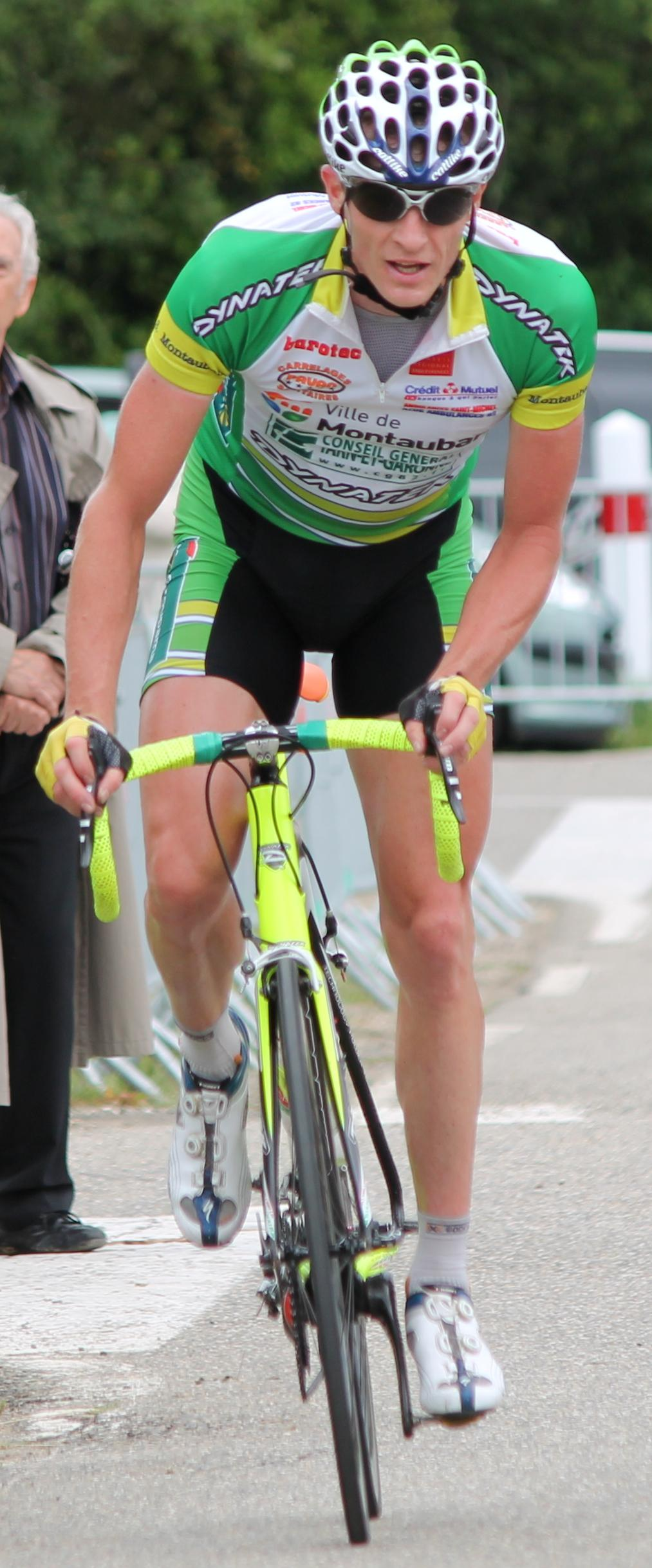
Gilles Canouet

Gilles Canouet (* 20. Januar 1976 in Rueil-Malmaison) ist ein ehemaliger französischer Straßenradrennfahrer.
Gilles Canouet gewann 2001 die beiden französischen Eintagesrennen Prix du Léon und Circuit de la Nive. Bei der Tour de Gironde gewann er die zweite Etappe und konnte so auch die Gesamtwertung für sich entscheiden. 2005 wurde er Profi bei dem französischen Professional Continental Team Agritubel. In seinem ersten Jahr dort gewann er das Eintagesrennen La Roue Tourangelle.

## Erfolge
2001
- eine Etappe und Gesamtwertung Tour de Gironde

2005
- La Roue Tourangelle

## Teams
- 2005 Agritubel-Loudun
- 2006 Agritubel